# Договір біля Биків Гісандо
Договір біля Биків Гісандо (ісп. Tratado de los Toros de Guisando) — назва угоди, укладеної на пагорбі Гісандо поруч із Биками Гісандо (Ель-Тьємбло, провінція Авіла, Іспанія) 18 вересня 1468 року між королем Кастилії Енріке IV та його однокровною сестрою Ізабеллою. За тим договором Ізабела отримувала титул принцеси Астурійської, а надалі ставала спадкоємицею Кастильської Корони.

## Історія
1464 року в Кастилії почалась громадянська війна після того, як група дворян підбурила повстання з метою домогтись зречення Енріке IV. 1465 року вони спробували символічно повалити короля та звести на трон його зведеного брата Альфонсо. Після смерті Альфонсо 1468 року повстанці оголосили Ізабелу, зведену сестру Енріке IV, новою претенденткою на трон. Однак замість продовження громадянської війни Ізабела вирішила вести перемовини з Енріке IV, відрядивши посередника Антоніо де Венеріса.
Після кількох зустрічей в Кастронуево було досягнуто попередньої згоди, що мала покласти край громадянській війні. Ту угоду було задокументовано в договорі біля Биків Гісандо 18 вересня 1468 року. За договором виняткові права на кастильський трон визнавались за королем, а Ізабела ставала його спадкоємицею, отримавши титул принцеси Астурійської. Ізабела могла виходити заміж тільки за згоди короля. Зрештою, Хуана, дочка короля, втрачала всі права на спадкування трону у зв'язку зі скасуванням шлюбу Енріке з її матір'ю.
Внаслідок неузгоджене з Енріке одруження Ізабели з Фернандо Арагонським стало приводом для розриву договору з боку Енріке IV. Пізніше король ще раз підтвердив права своєї дочки Хуани на церемонії в Вал де Лозоя 25 листопада 1470 року. Це стало однією з ключових подій, що призвели до Війни за кастильську спадщину за кілька років.